# Llyfr Gwyn Hergest
Llyfr Gwyn Hergest [ɬivr gwin 'hergest], auch Llyfr Gwyn o Hergest, Das Weiße Buch von Hergest, ist ein Sammelwerk in walisischer Sprache, das um 1450 zusammengestellt wurde. Diese Sammlung walisischer Prosawerke und Gedichte wurde besonders im 17. und 18. Jahrhundert eifrig als Quelle benutzt, dürfte allerdings um 1800 beim Brand im Laden eines Londoner Buchbinders vernichtet worden sein.

## Geschichte und Inhalt
Das Llyfr Gwyn Hergest soll ebenso wie das Llyfr Coch Hergest („Das Rote Buch von Hergest“) seinen Namen einerseits nach der Farbe des Einbandes sowie nach Watkyn Vaughans Anwesen Hergest Court (Plâs Hergest) bei Kington (Herefordshire) in den Welsh Marches erhalten haben. Teile davon werden dem Dichter und Skriptor Lewys Glyn Cothi zugeschrieben, der einige in der Margam Abbey aufgefundene Manuskripte bearbeitet und zu einer Sammlung vereinigt hatte. Der Renaissance-Gelehrte John Davies (Mallwyd) übertrug einige Gedichte aus dem Weißen Buch in ein eigenes Manuskript. Nach einigen Teilabschriften und Besitzwechseln war das Original zum Neubinden beim Londoner Buchbinder MacKinley in der Bow Street neben dem Theatre Royal (heute Covent Garden Opera) und soll dort 1808 beim Brand des Theaters, der auf die Nachbarhäuser übergriff, vernichtet worden sein. Als abweichende Daten werden auch noch 1800 und 1810 angegeben.
Neben den von Lewys Glyn Cothi gesammelten Gedichten enthielt das Buch eine große Anzahl von Dafydd ap Gwilyms Werken, historische Texte, wie eine Abschrift der Gesetzessammlung des Hywel Dda, die zum Teil nur hier überliefert ist, sowie genealogische und heraldische Aufzeichnungen, wie das Llyfr Arfau („Book of arms“). Da zur Zeit der Vernichtung durch den Brand nicht alle Texte als Kopien vorlagen, ist einiges aus dem Llyfr Gwyn Hergest für immer verloren.
Die kopierten Teile des Originals sind in den folgenden Handschriften vorzufinden:
- Peniarth MS. 49, John Davies’ Abschrift von vielen Gedichten Dafydd ap Gwilyms und anderen
- Peniarth MS. 134, darunter Kopien aus den heraldischen Texten im Zusammenhang mit dem Adel von Glamorgan
- Peniarth MS. 225, Kopien von juristischen Werken
- Peniarth MS. 229, mit einer unvollständigen Auflistung des Inhaltes
- Llanstephan MS. 74, gibt eine Gesamtaufstellung des Inhaltes an
- British Library Add. MS. 31055
- Wynnstay MS. 2